# Wildstrubel
Il Wildstrubel (3.243 m s.l.m.) è una montagna delle Alpi Bernesi. Si trova a cavallo tra il Canton Vallese ed il Canton Berna.

## Descrizione
Il Wildstrubel è formato da tre distinte vette tutte di altezza simile:
- la vetta occidentale (3.243,5 m), chiamata Lenkerstrubel
- la vetta centrale (3.243,5 m)
- la vetta orientale (3.242,6 m), chiamata Adelbodnerstrubel o Grossstrubel

Queste tre vette formano una cresta lunga 3,5 km. Il monte ospita il ghiacciaio della Plaine Morte.
A nord e a ovest i pendii del Wildstrubel sono ripidi e si affacciano rispettivamente sulle località turistiche di Lenk e Adelboden; lungo il versante sud-est si estende il ghiacciaio del Wildstrubel da Lämmerenalp a Daubensee. 
Sul versante meridionale si estende il ghiacciaio della Plaine Morte.
La cima che si staglia a nord-est del Lenkerstrubel è il Ammertenhorn (2.666 m.).
L'intero massiccio del Wildstrubel è una zona carsica con significativi sbocchi visibili. Due sorgenti importanti e spettacolari scaturiscono dai piedi del massiccio: la sorgente del Simme dalle Siebenbrunnen (Sette Fontane), in località Retzliberg sopra Lenk e la Liène sul Rawilstausee nel Vallese da una sorgente che sgorga direttamente da una parete di roccia verticale.